# Ёхан Палыч Forever
«Ёхан Палыч Forever» — альбом-сборник группы «Тайм-Аут», вышедший в 1995 году, в диск также вошли ранее не изданные студийные записи песен «Блинчики со сметаной», «Жёлтые качели», «Я люблю кататься» и «Ёхан Палыч». Альбом является пятым в общей хронологии группы.

## Песни
- Студийная версия песни «Ёхан Палыч Forever» записывалась на радио «Ракурс». Готовый вариант показался музыкантам скучным, тогда родилась идея задействовать в записи весь свободный персонал радиостанции, который хором исполнил припев песни, сделав её заметно бодрее.
- У песни «Блинчики со сметаной» есть вполне цивильный прототип за авторством Сергея Харуты. Роман Мухачев, будучи старым приятелем Харуты, решил узнать, как бы исполнил эту песню Молчанов. Результатом стал полностью переписанный текст песни. Оригинальный текст остался в гостевой книге группы.
- Песня «Желтые качели» на концертах исполняется группой исключительно под плюс-фонограмму.

## Список композиций
| №   | Название             | Авторы                   | Оригинальный альбом                |
| --- | -------------------- | ------------------------ | ---------------------------------- |
| 1.  | Rock-women           | А. Минаев                | Мы вас любим                       |
| 2.  | Я люблю кататься     | Тайм-Аут / П. Молчанов   | Ранее неизданная студийная запись. |
| 3.  | Сумочка-нора         | В. Павлов / А. Минаев    | Медицинская техника                |
| 4.  | Осколки зла          | П. Молчанов / А. Струков | Мы вас любим                       |
| 5.  | Шигидарупупупай      | В. Павлов / А. Минаев    | Медицинская техника                |
| 6.  | Песня Сухэ-Батора    | П. Молчанов / А. Минаев  | Квачи прилетели Live               |
| 7.  | Рыббацко-охотничья   | А. Минаев                | Квачи прилетели Live               |
| 8.  | Блинчики со сметаной | А. Хорута / П. Молчанов  | Ранее неизданная студийная запись. |
| 9.  | Жёлтые качели        | Э. Ханок / П. Молчанов   | Ранее неизданная студийная запись. |
| 10. | Ёхан Палыч           | В. П. Рапитура           | Ранее неизданная студийная запись. |

## Участники записи
- Александр Минаев (Акакий Назарыч Зирнбирнштейн) — бас-гитара, вокал, треугольник;
- Павел Молчанов (Торвлобнор Петрович Пуздой) — вокал, клавиши, акустическая гитара, бубен, соло-гитара;
- Сергей Степанов (Гагей Гагеич Сикорский-Конченый) — гитара, бас-гитара;
- Андрей Родин (Архимандрей Кислородин) — барабаны;
- Роберт Редникин (Мольберт Ред-Ни-Кинг) — звукорежиссёр;
- Эркин Тузмухамедов (Хоттаб Петрович Эркинтуз) — директор.

В разное время в записи и исполнении композиций принимали участие
- Андрей Антонов — гитара;
- Юрий Шипилов — барабаны;
- Роман Мухачёв (Терминатор Куклачёв) — клавишные, компьютер;
- Владимир Павлов — гитара;
- Хор радио «Ракурс», художественный руководитель — Б. С. Колесняк.